# Ancellotta
La ancellota es una variedad de uva de vino que crece sobre todo en la región italiana Emilia-Romaña, pero que también puede encontrarse en otras partes del norte de Italia y en el sur de Suiza. También es ampliamente cultivada en Argentina (producto de su inmigración italiana) pero muy poco comercializada como cepa, ya que es utilizada en mínimas proporciones para cortes de uvas tintas.

## Regiones vitícolas
En Emilia-Romaña se usa sobre todo como una uva secundaria para hacer un lambrusco con un tono más ligeramente dulce-específicamente el lambrusco de la DOC Salamino di Santa Croce, en la provincia de Módena, donde podría suponer un 10% de la mezcla, y las versiones de lambrusco de la DOC Reggiano (provincia de Reggio Emilia), donde puede subir al 15%.
En el suroeste de la región, en las provincias de Forlì-Cesena y Rávena, es una de las variedades que podía mezclarse con la uva sangiovese para producir el vino tinto de la DOC Colli di Faneza. En la provincia de Rímini, se emplea en el vino de la DOC Colli di Rimini.
En menor medida, la ancellota se cultiva en Piamonte (en los alrededores de Vercelli), en el Véneto, Friuli-Venecia Julia y en la Toscana.

### Fuera de Italia
Fuera de Italia, la uva crece en el sur de Suiza, en el cantón del Tesino (en italiano Ticino) y en el distrito de Moesa del cantón de los Grisones, donde la uva se incluye en la lista de variedades recomendadas para el vino tinto de la DOC Ticino.
El total de las plantaciones suizas en 2009 estaba en las 19 hectáreas. Hay pequeñas plantaciones de la variedad en el sur de Moldavia, en la región de Cahul. Fue traída por un productor italiano que vio que el clima italiano y el suelo se ajustaban al perfil de la uva. 
También crece en una pequeña extensión de la región vitícola brasileña de Campos de Cima da Serra, en el sur del Estado Río Grande del Sur.
También existen más de 1000 ha cultivadas con esta variedad en la provincia argentina de Mendoza.

## Sinónimos
Los sinónimos incluyen ancelotta di massenzatico, ancelotti, balsamina nera, lancelotta, rossissimo, uino y vino.